# Atypus dorsualis
Atypus dorsualis är en spindelart som beskrevs av Tord Tamerlan Teodor Thorell 1897. Atypus dorsualis ingår i släktet Atypus och familjen pungnätsspindlar. Inga underarter finns listade.